# Кёнигс-Вустерхаузен
Кёнигс-Вустерха́узен (нем. Königs Wusterhausen) — город в Германии, в земле Бранденбург. Входит в состав района Даме-Шпревальд. Занимает площадь 95,82 км². Население составляет 33 981 человек (на 31 декабря 2010 года)
Официальный код — 12 0 61 260. Город подразделяется на 7 городских районов.

## История
Самое старое сохранившееся упоминание о городе датируется 1320 годом.
В 1920 году здесь был запущен первый в Германии радиопередатчик "Кёнигс Вустерхаузен".
По окончании Великой Отечественной войны и до 1990-х годов в городе располагался советский авторемонтный завод в/ч пп 18702 ГСОВГ (ГСВГ, ЗГВ), который выпускал автобусы «Прогресс» для нужд советской армии, дислоцированной в ГДР.
14 августа 1972 года, на территории города произошла крупнейшая авиакатастрофа в истории Германии. Пассажирский самолет Ил-62 разбился в результате пожара и потери управления

## Население
| Год  | Население |
| ---- | --------- |
| 1990 | 29 717    |
| 1995 | 29 447    |
| 2000 | 31 522    |
| 2005 | 33 092    |
| 2010 | 33 981    |
| 2015 | 35 765    |
| 2020 | 38 111    |

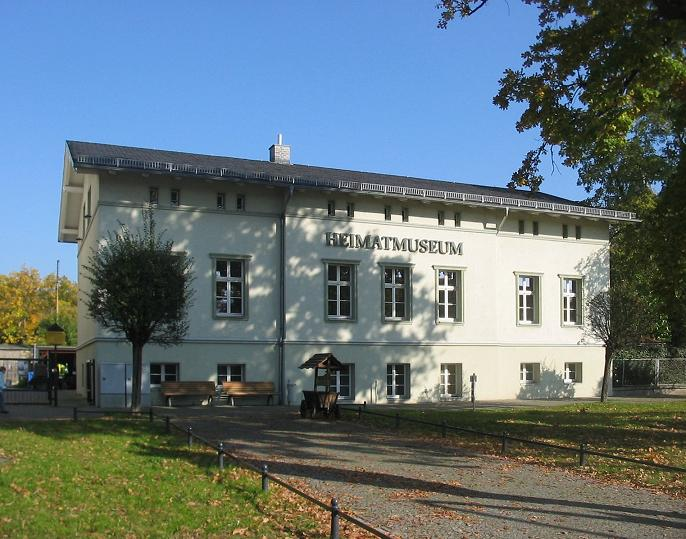
Heimatmuseum im ehemaligen Königlichen Forstamt
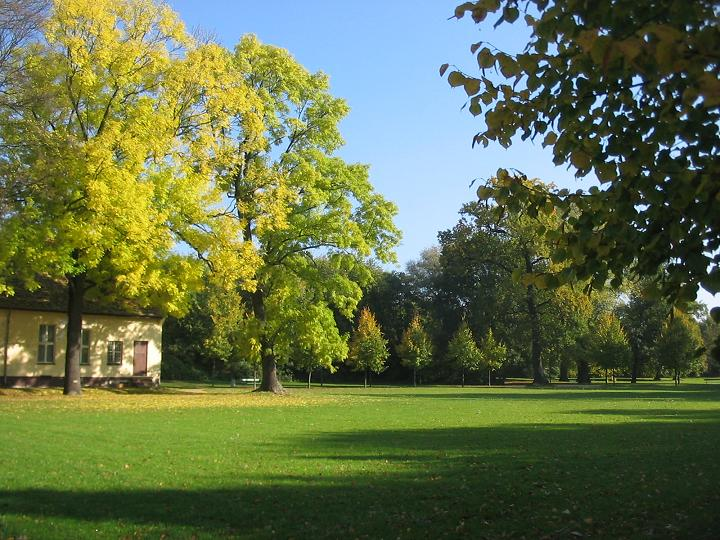
Schlosspark
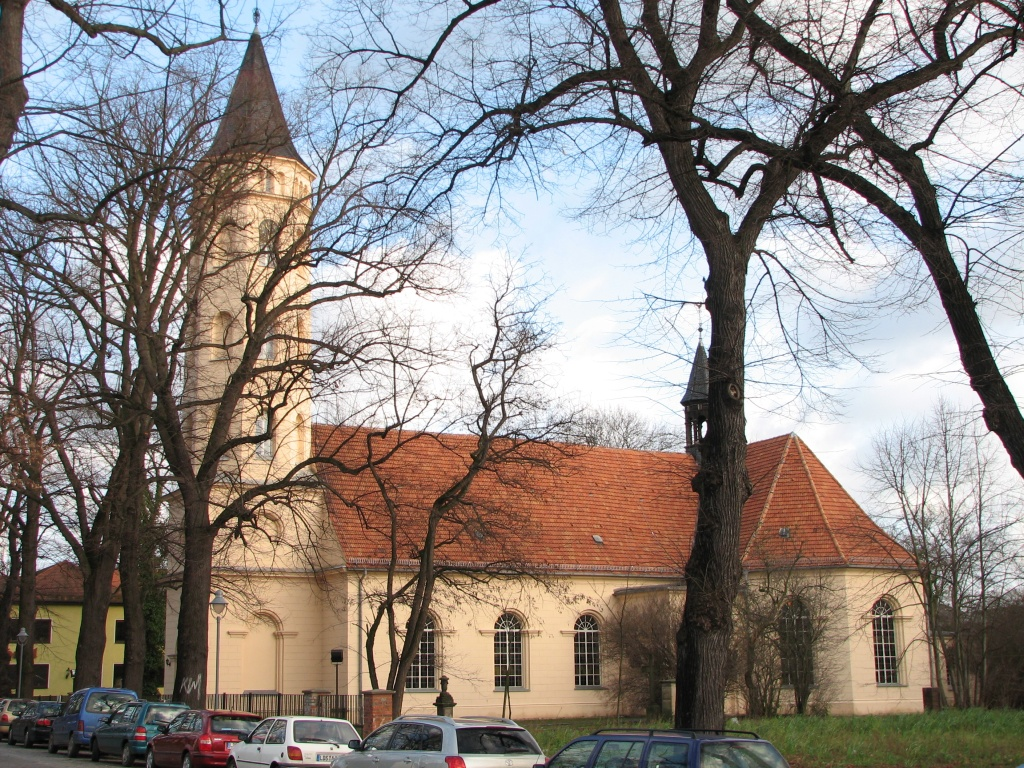
Evangelische Kreuzkirche in Königs Wusterhausen
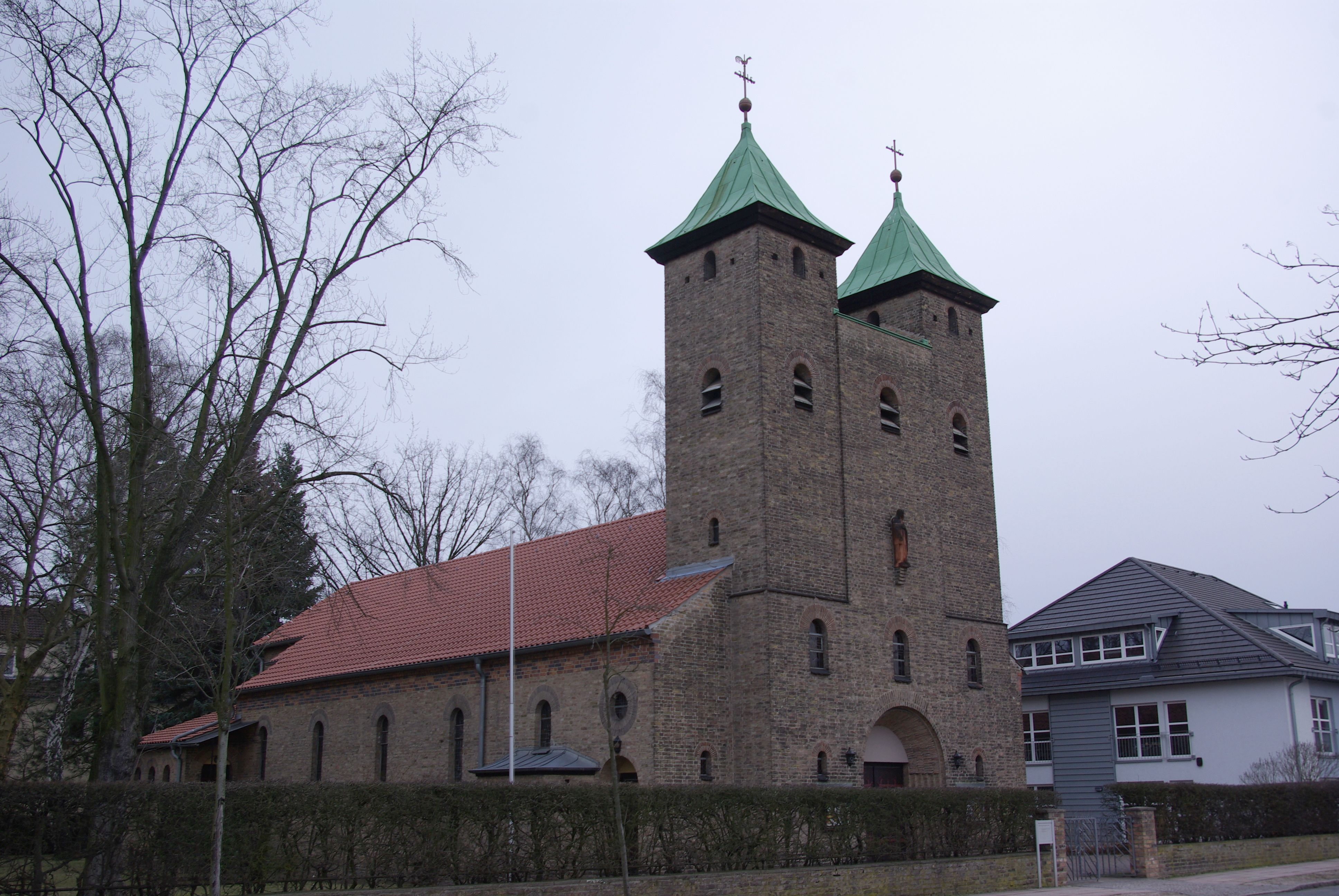
Katholische Kirche in Königs Wusterhausen
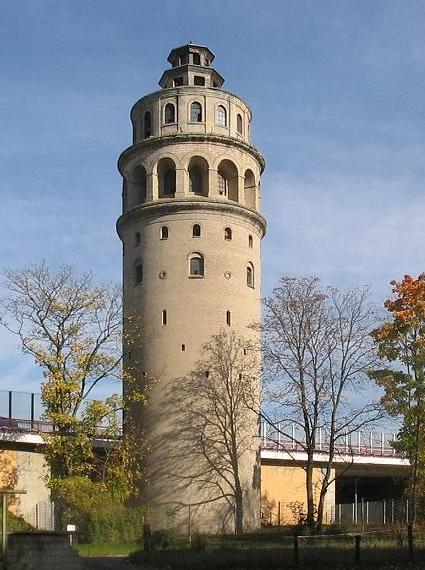
Wasserturm Niederlehme